# Nation (métro de Paris)
Ne doit pas être confondu avec Nationale (métro de Paris).
Pour les articles homonymes, voir Nation (homonymie).
Nation est une station des lignes 1, 2, 6 et 9 du métro de Paris, située à la limite des 11e et 12e arrondissements de Paris.

## Situation
La station se trouve sous et aux alentours de la place de la Nation, chaque point d'arrêt étant orienté selon un axe est-ouest.

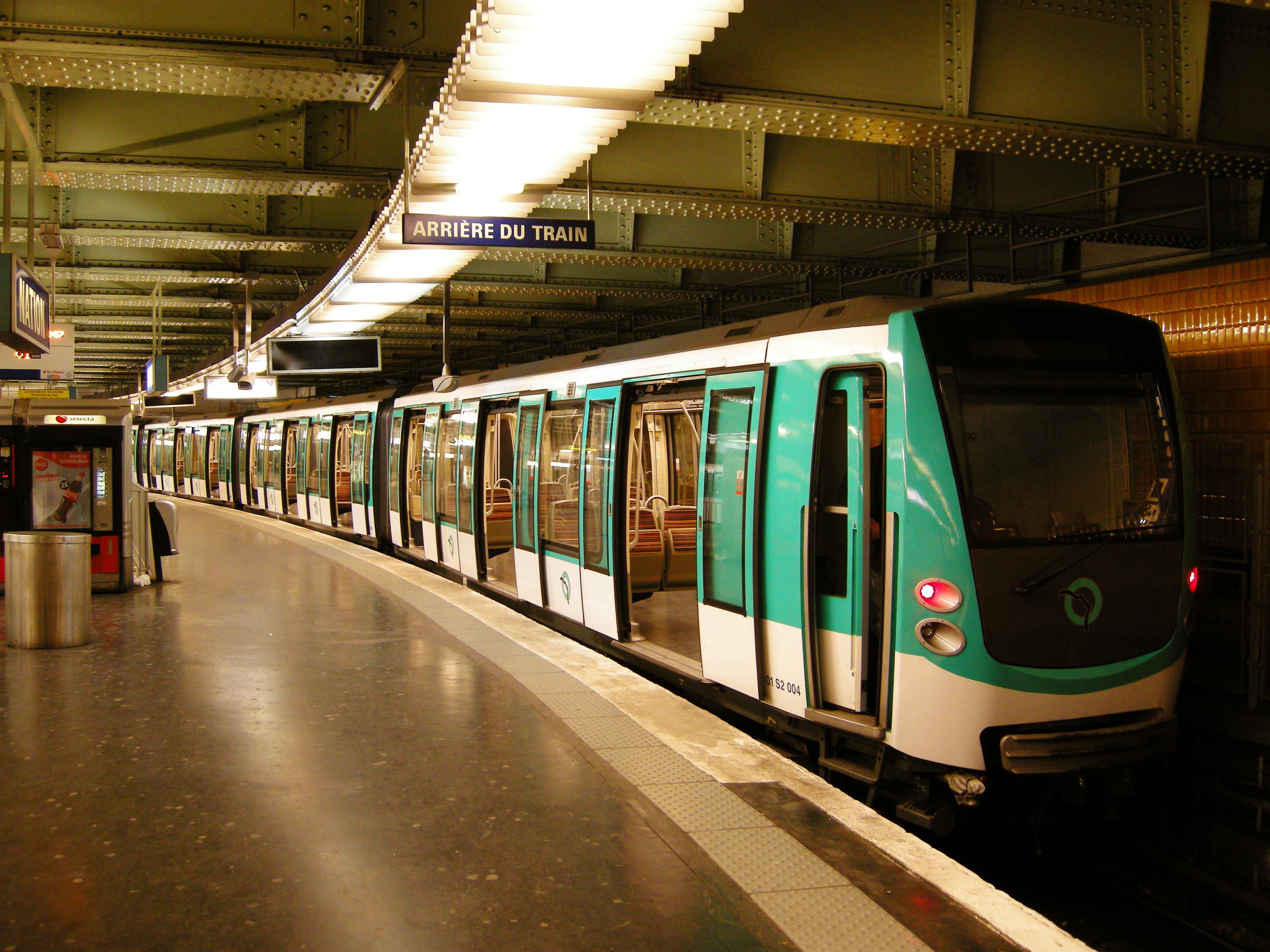
Un MF 01 au terminus de la ligne 2.

La station de la ligne 1 est en courbe, sous la partie sud de la place, enserrée entre les stations en boucle des lignes 2 et 6.
Le terminus de la ligne 2 forme une boucle sous la place. L'arrivée sur la boucle se fait sous l'avenue de Taillebourg, et le départ sous l'avenue du Trône, la place des Antilles et le boulevard de Charonne. La station est établie au sud-ouest de la boucle et comporte deux voies encadrant un large quai central.
Le terminus de la ligne 6 forme également une boucle, avec l'arrivée sous l'avenue du Bel-Air et le départ sous l'avenue Dorian, la rue de Picpus et l'avenue de Saint-Mandé.
La station de la ligne 9, en courbe également, est établie plus bas que les autres, sous la partie nord de la place, entre le boulevard Voltaire et l'avenue de Taillebourg.
C’est la seule station du métro qui possède deux lignes en tant que terminus.

## Histoire

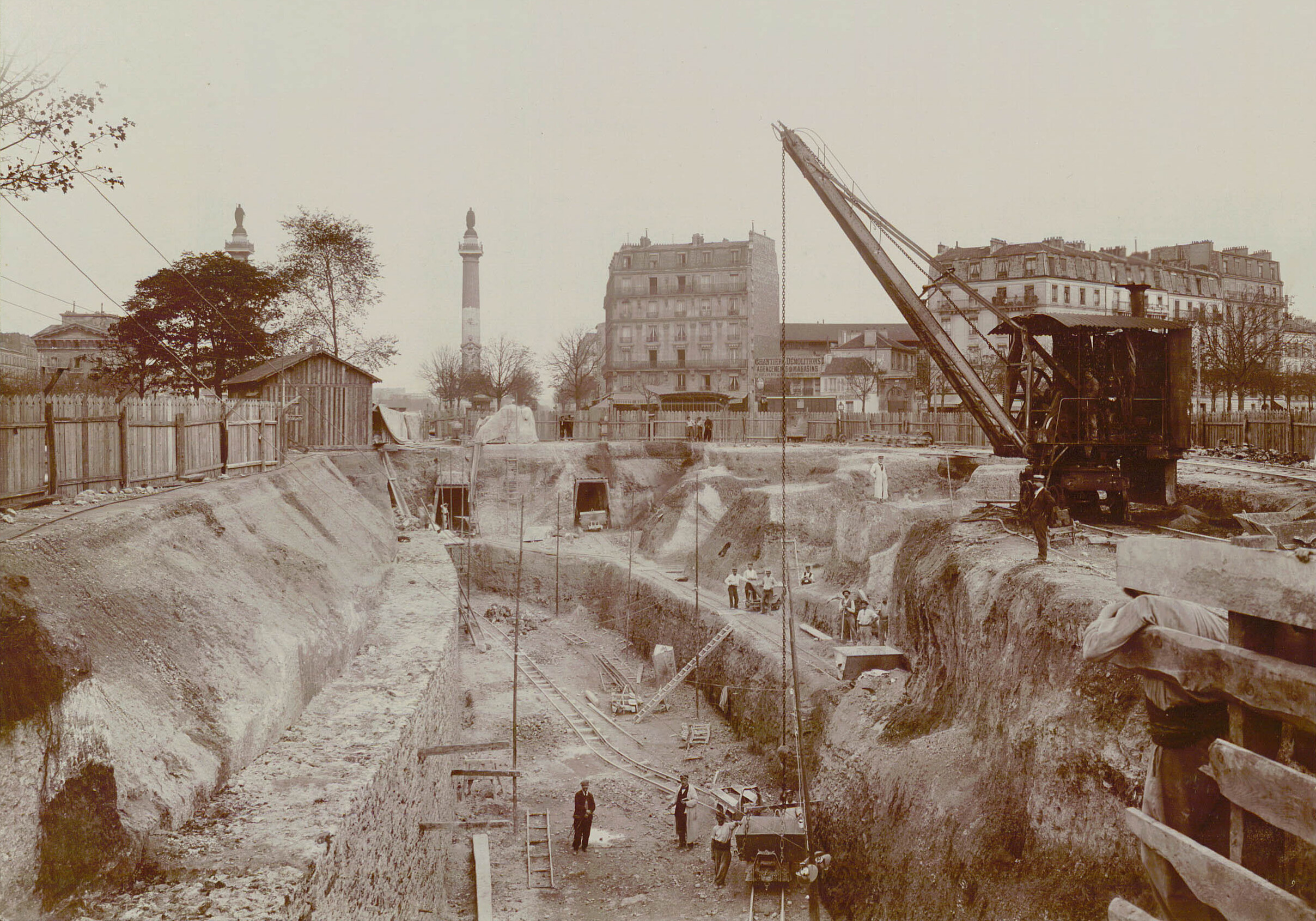
Construction de la station le 10 octobre 1901.

La station est ouverte le 19 juillet 1900 lors de l'inauguration du premier tronçon de la ligne 1 entre Porte de Vincennes et Porte Maillot. Les quais de la ligne « 2 Nord » (actuelle ligne 2) ouvrent le 2 avril 1903 en remplacement du terminus provisoire de Rue de Bagnolet (aujourd'hui Alexandre Dumas), puis c'est au tour de ceux de la ligne 6 le 1er mars 1909. Enfin, le point d'arrêt de la ligne 9 est ouvert aux voyageurs le 10 décembre 1933.
Elle tient son nom de la place de la Nation, ainsi dénommée depuis 1880 en l'honneur de la Fête nationale. Le patronyme de la station de la ligne 9 est sous-titré Place des Antilles, du nom de la place située à proximité de celle de la Nation, le long du cours de Vincennes. Ce sous-titre est toutefois absent des plans.
La station a fait l'objet d'essais de portillons automatiques d'admission en 1968[réf. nécessaire].
Des années 1960 jusqu'en 2010, le style décoratif « Mouton-Duvernet » est appliqué aux quais des lignes 2, 6 et 9 avec quelques spécificités : les carreaux de la ligne 6 possèdent des motifs particuliers, tandis que ceux des lignes 2 et 9 sont biseautés et en deux tons de couleur orange répartis aléatoirement sur les piédroits et les tympans. Les bandeaux d'éclairage sont munis de lames métalliques sur la ligne 2, tandis qu'ils sont typiques du style « Mouton » sur les lignes 6 et 9. Sur cette dernière, le nom de la station est inscrit en lettres capitales sur panneaux rétro-éclairés en saillie, tandis que les sièges « coque », caractéristiques du style « Motte », sont blancs. Ce point d'arrêt est depuis le seul à avoir perdu sa décoration à l'occasion de la rénovation de la station, mise en œuvre dans le cadre du programme « Renouveau du métro » de la RATP.
Dans les années 1990, les quais de la ligne 1 ont été rénovés en style « Ouï-dire » rouge[réf. nécessaire].
Dans le cadre des travaux d'automatisation de la ligne 1, les quais de cette dernière ont été rehaussés le week-end du 12 au 13 septembre 2009, puis munis de portes palières en avril 2011.
En 2019, selon les estimations de la RATP, 8 834 660 voyageurs sont entrés dans cette station ce qui la place à la 22e position des stations de métro pour sa fréquentation.
En 2020, avec la crise du Covid-19, 4 860 619 voyageurs sont entrés dans cette station ce qui la place à la 16e position des stations de métro pour sa fréquentation.
En 2021, la fréquentation remonte progressivement, avec 6 050 797 voyageurs qui sont entrés dans cette station ce qui la place à la 20e position des stations de métro pour sa fréquentation.

## Services aux voyageurs

### Accès
Cette station dispose de six accès, dont certains sont communs avec le RER. Chacun débouche sur les terre-pleins latéraux, entre le rond-point et la voie circulaire de desserte des immeubles de la place.
- L'accès no 1 « Avenue du Trône » se situe au droit du no 28 de la place de la Nation, à l'angle de l'avenue du Trône et de l'avenue du Bel-Air. Il possède un escalier fixe.
- L'accès no 2 « Avenue Dorian » est implanté face au no 6 de la place de la Nation, à l'angle de la rue Jaucourt et de l'avenue Dorian. Constitué d'un escalier fixe, il est orné d'un édicule Guimard, lequel fait l'objet d'une inscription au titre des monuments historiques[6].
- L'accès no 3 « Boulevard Diderot » débouche devant le no 4 de la place de la Nation, à l'angle du boulevard Diderot et de l'avenue Dorian. Disposant d'un escalier fixe, il est également orné d'un édicule de style Guimard et classé monument historique[7].
- L'accès no 4 « Boulevard Voltaire » se situe au droit des nos 1 et 3 de la place de la Nation, à l'angle de la rue du Faubourg-Saint-Antoine et du boulevard Voltaire. Il possède des escaliers mécaniques réservés à la sortie ainsi que deux escaliers fixes. Il permet un accès direct au RER.
- L'accès no 5 « Avenue de Taillebourg » est implanté face au no 15 de la place de la Nation, à l'angle de l'avenue de Taillebourg et de l'avenue du Trône. Il dispose d'escaliers mécaniques et fixes et permet un accès direct au RER.
- L'accès no 6 « Avenue du Bel-Air » débouche devant le no 24 bis de la place de la Nation, à l'angle de l'avenue du Bel-Air et de la rue Fabre-d'Églantine. Il est constitué d'un ascenseur qui permet uniquement d'accéder au RER.

Accès à la station
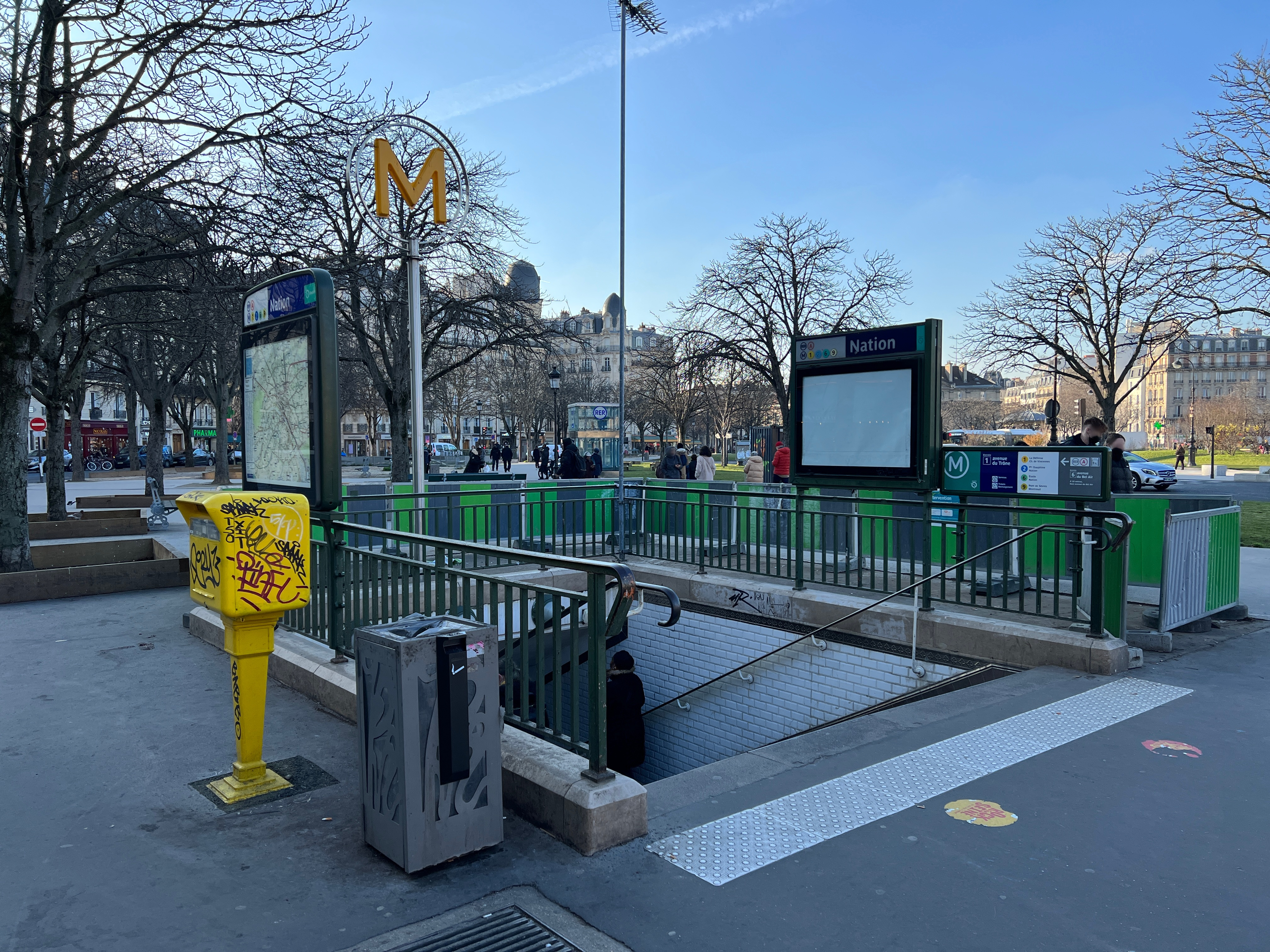
L'accès no 1 « Avenue du Trône ».
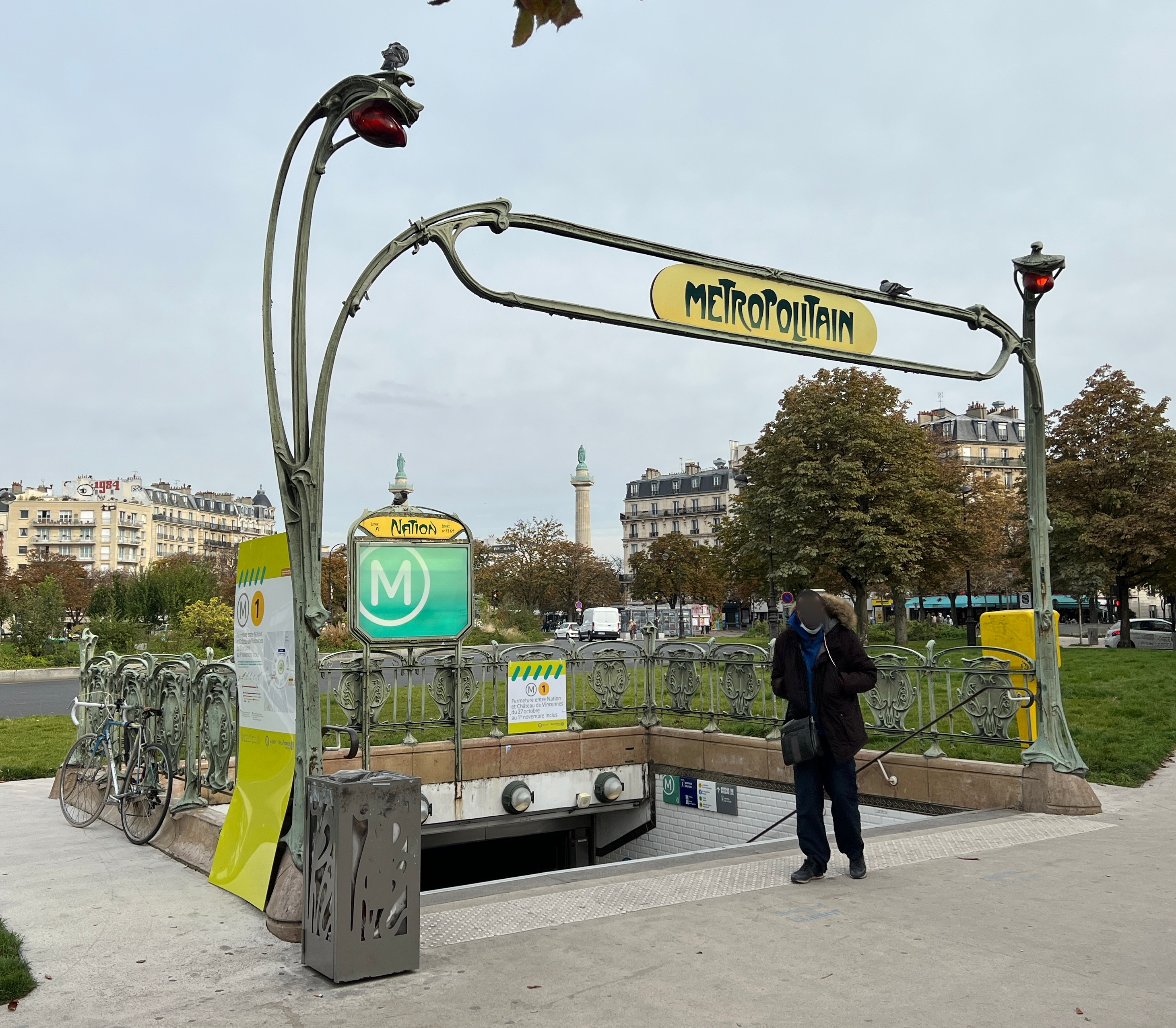
L'accès no 2 « Avenue Dorian ».
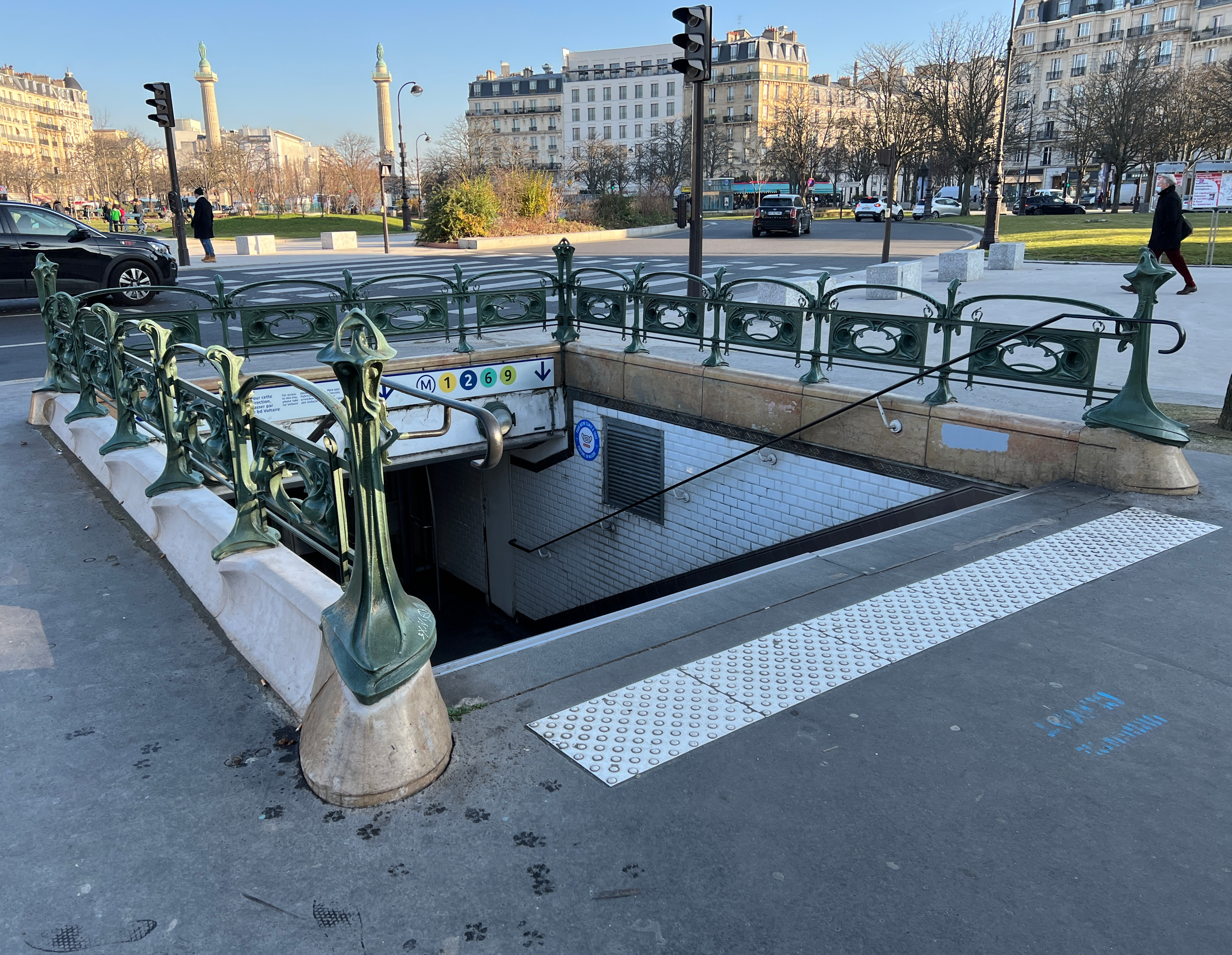
L'accès no 3 « Boulevard Diderot ».
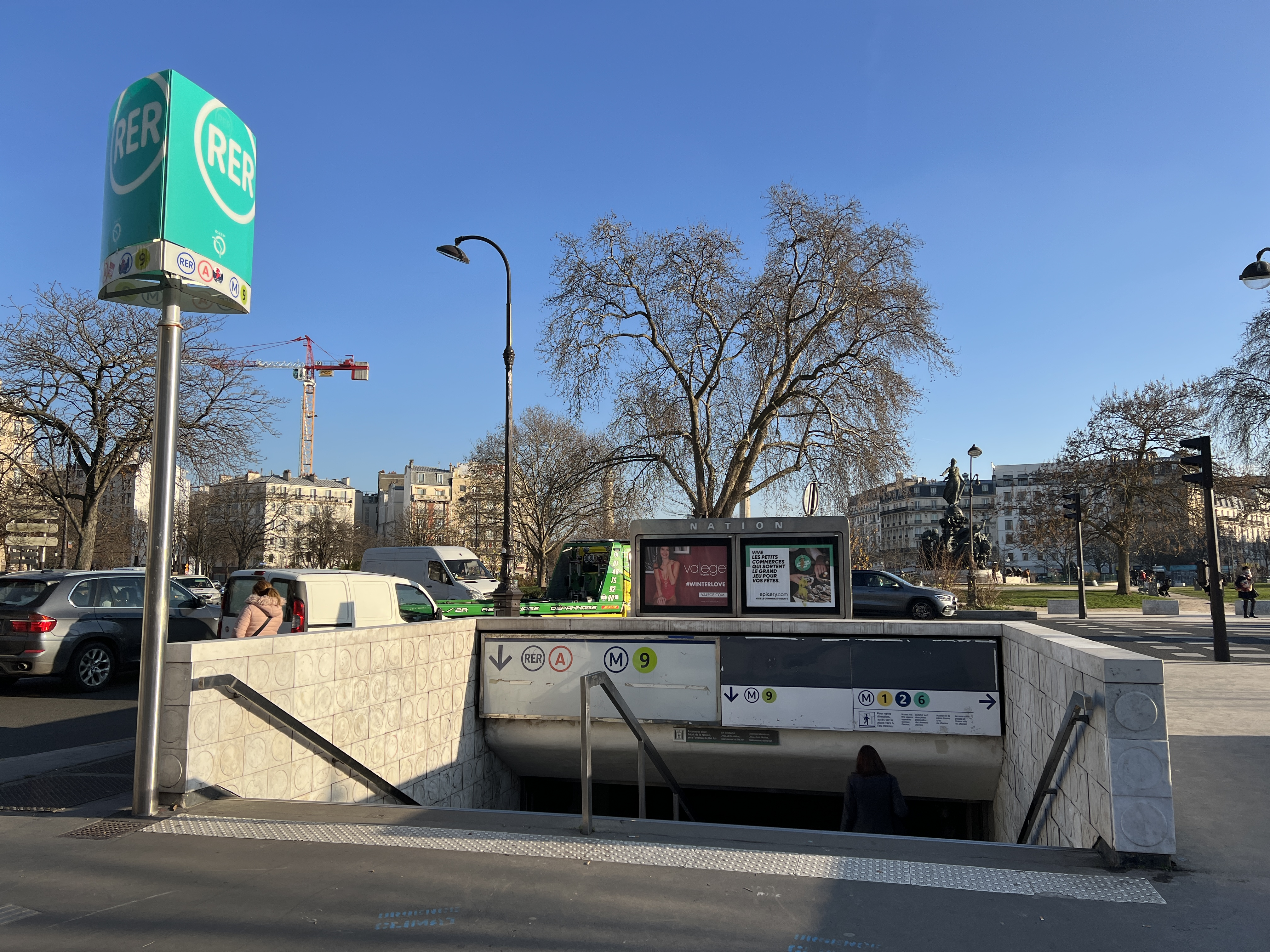
L'accès no 4 « Boulevard Voltaire ».
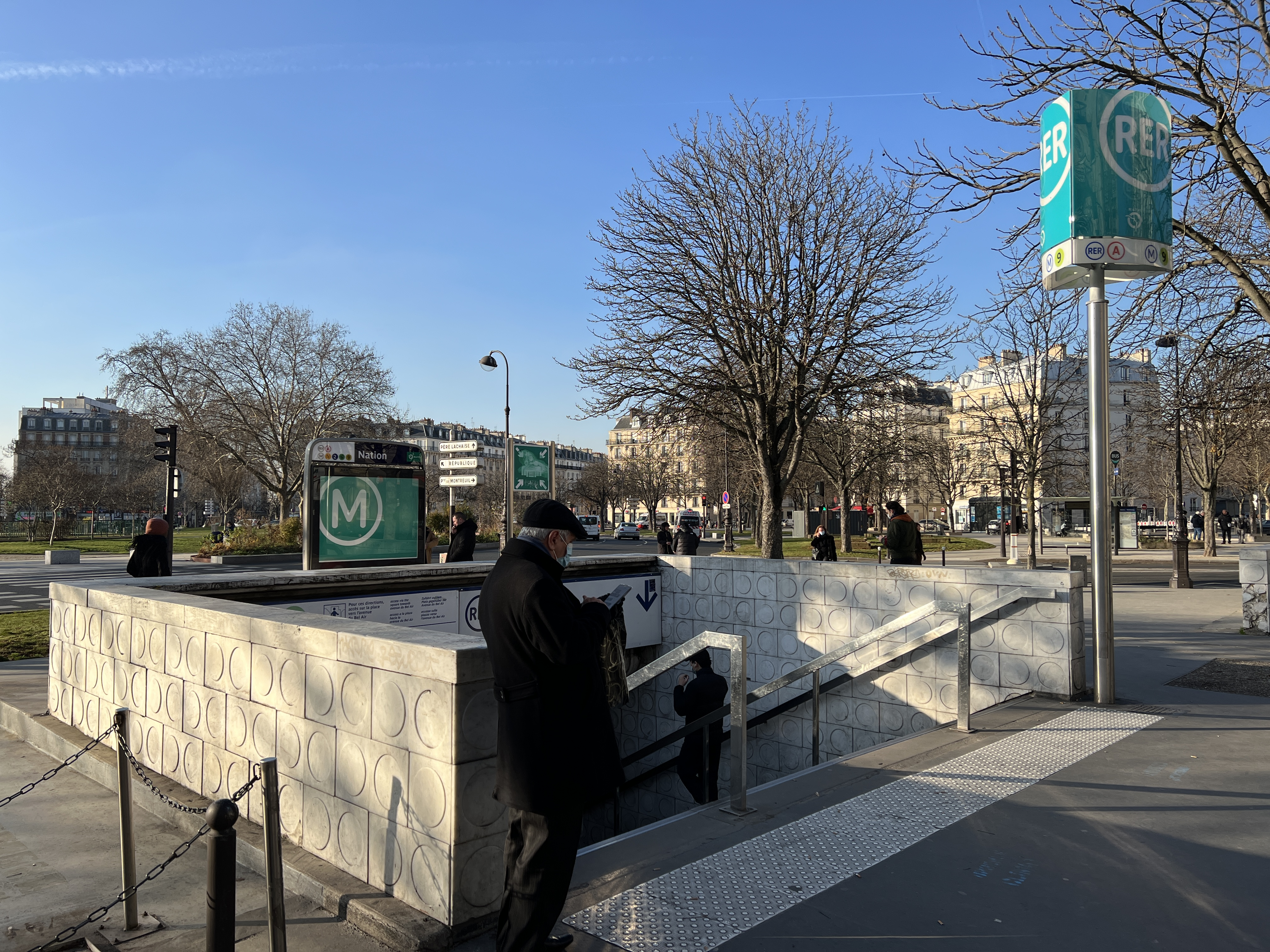
L'accès no 5 « Avenue de Taillebourg ».
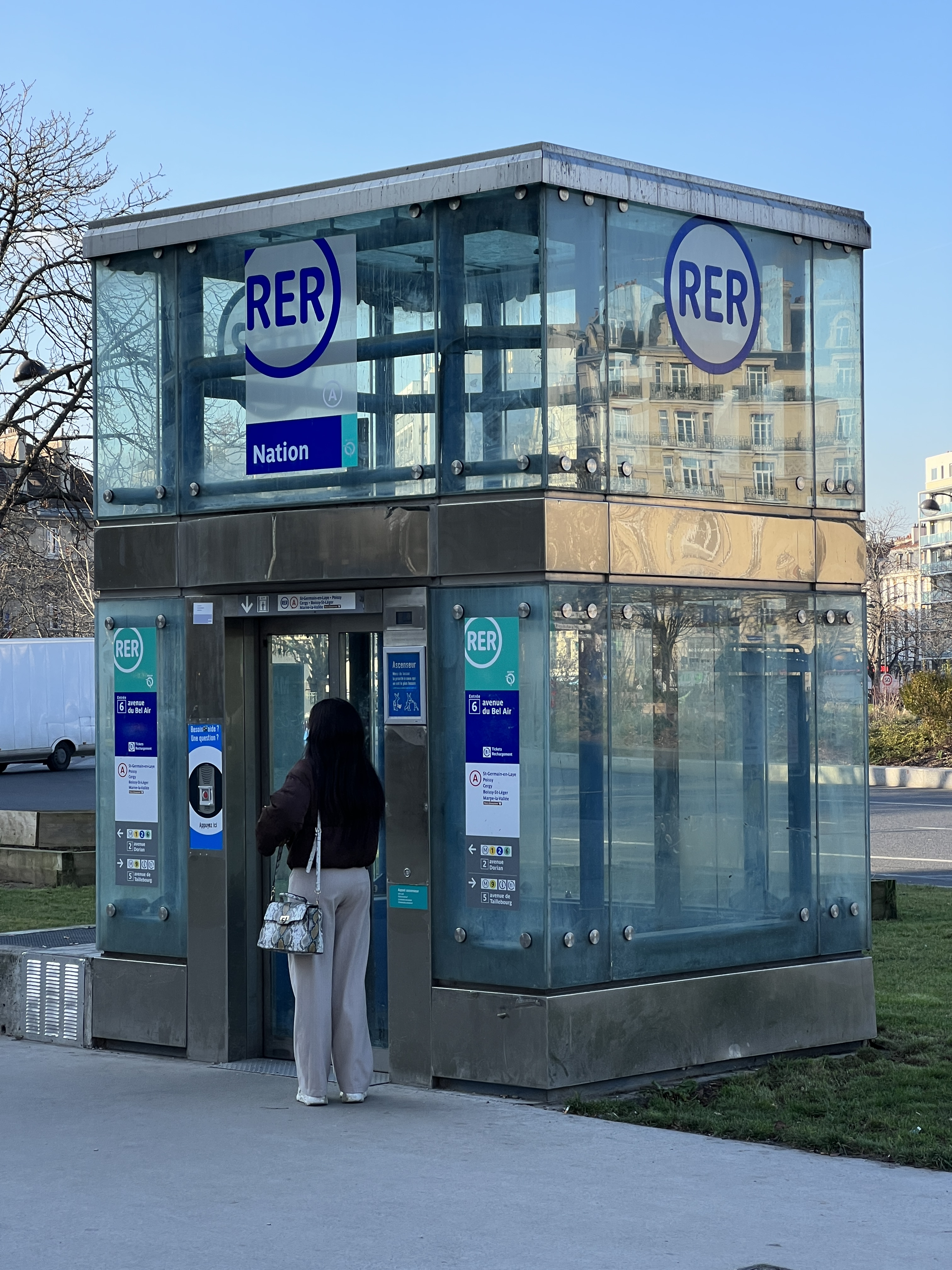
L'accès no 6 « Avenue du Bel-Air ».

### Quais
La station de la ligne 1, en courbe, est de configuration standard : elle possède deux quais séparés par les voies du métro et la voûte est elliptique. La décoration est de style « Ouï-dire » rouge : les bandeaux d'éclairage, de même couleur, sont supportés par des consoles courbes en forme de faux. L'éclairage direct est blanc tandis que l'éclairage indirect, projeté sur la voûte, est multicolore. Les carreaux en céramique blancs sont plats et recouvrent les piédroits, la voûte (en diagonale), les tympans et certains débouchés de couloirs. Les cadres publicitaires sont blancs et cylindriques et les quais sont équipés de banquettes « assis-debout » argentées ainsi que de portes palières.

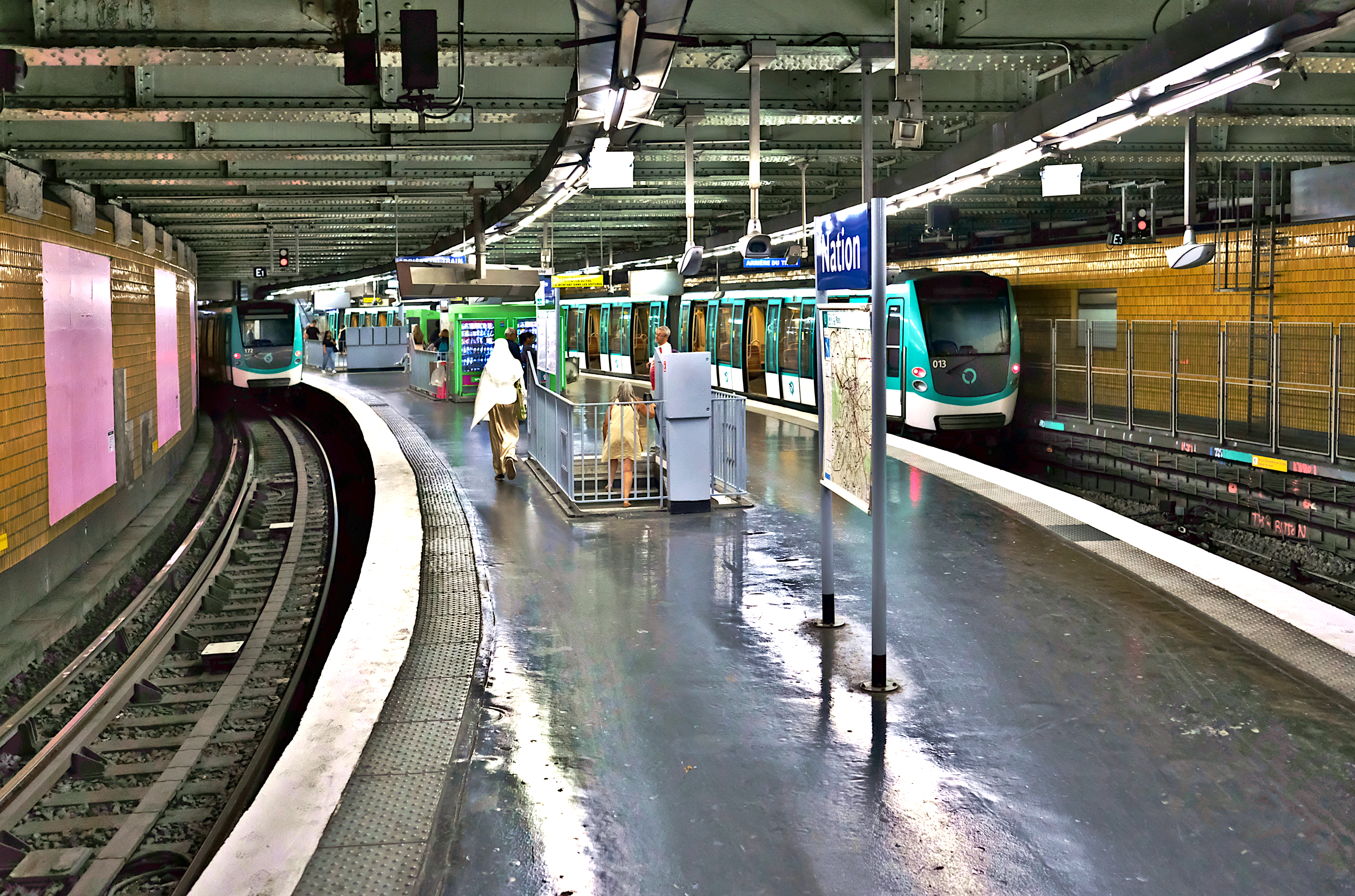
Station de métro Nation de la ligne 2 (terminus).

La station de la ligne 2, également en courbe, est équipée d'un quai central encadré par deux voies, celle du sud étant également bordée d'un « quai mort » protégé par un grillage et partiellement utilisé en tant que passage de correspondance, lequel communique avec le quai en direction de La Défense de la station de la ligne 1 qui lui est accolée. Établie à fleur de sol, son plafond est constitué d'un tablier métallique, dont les poutres, de couleur argentée, sont supportées par des piédroits verticaux. La décoration est de style « Mouton-Duvernet », mais avec un carrelage orange biseauté sur les piédroits et les débouchés de couloirs de correspondance avec la ligne 1, particularité que l'on retrouvait également dans la station de la ligne 9 avant sa rénovation ; en outre, ils sont alignés horizontalement et verticalement. Les bandeaux d'éclairage sont spécifiques, munis de lames de métal. Les cadres publicitaires sont aussi métalliques et les sièges « coque », caractéristiques du style « Motte », sont de couleur bleue.
La station de la ligne 6 possède, comme celle de la ligne 2, deux voies encadrant un quai en îlot. Elle est toutefois la seule à ne pas être établie en courbe et la voûte est elliptique. La décoration est une déclinaison particulière du style « Mouton » avec deux bandeaux d'éclairage caractéristiques de ce dernier, des piédroits recouverts de carreaux, aux motifs uniques sur le réseau, alignés horizontalement et verticalement, ainsi qu'une voûte peinte en blanc. Les entourages des trémies d'escaliers sont traités avec le même carrelage pour certains ou avec un carrelage blanc plat également aligné horizontalement et verticalement pour d'autres. Les cadres publicitaires sont métalliques et gris, et le quai est équipé de quelques sièges de style « Motte » blancs.
Comme celle de la ligne 1, la station de la ligne 9 est en courbe et à disposition classique sous une voûte elliptique. Sa décoration est du style utilisé pour la majorité des stations du métro : les bandeaux d'éclairage sont blancs et arrondis dans le style « Gaudin » du renouveau du métro des années 2000, et les carreaux en céramique blancs biseautés recouvrent les piédroits, la voûte et les tympans. Les cadres publicitaires sont en céramiques blanches et les sièges, de style « Akiko », sont de couleur verte. La partie occidentale du quai en direction de Mairie de Montreuil a la particularité d'arborer des blasons des deux départements français des Antilles : la Guadeloupe et la Martinique, illustrant ainsi le sous-titre attribué aux seuls quais de la ligne 9.
Pour chaque point d'arrêt, le nom de la station est inscrit en police de caractères Parisine sur plaques émaillées.

### Intermodalité
La station est en correspondance avec la ligne A du RER desservie par la gare de Nation. Cette ligne relie les banlieues ouest et est de Paris.
Elle est par ailleurs desservie :
- par les lignes 26, 56, 57, 71, 86, 215 et 351 du réseau de bus RATP, cette dernière étant est un moyen de transport pour se rendre à l'aéroport de Roissy-Charles-de-Gaulle ;
- et, la nuit, par la ligne N11 (reliant Pont de Neuilly à Château de Vincennes) du réseau de bus Noctilien.

## À proximité
- Place de la Nation

## Culture
L'entrée du métro sert de cadre au dénouement du film La Faute à Voltaire d'Abdellatif Kechiche.
Les quais de la ligne 2 sont utilisés dans le film Subway de Luc Besson.

## Projet de correspondance avec une ligne de tramway
À terme, la station pourrait être en correspondance avec la ligne de tramway T3a ou la ligne de tramway T3b qui seraient prolongées depuis la porte de Vincennes, ce qui permettrait aux utilisateurs de ces lignes de bénéficier d'une correspondance avec les lignes de métro 2, 6 et 9 ainsi qu'avec la ligne A du RER.

Galerie de photographies
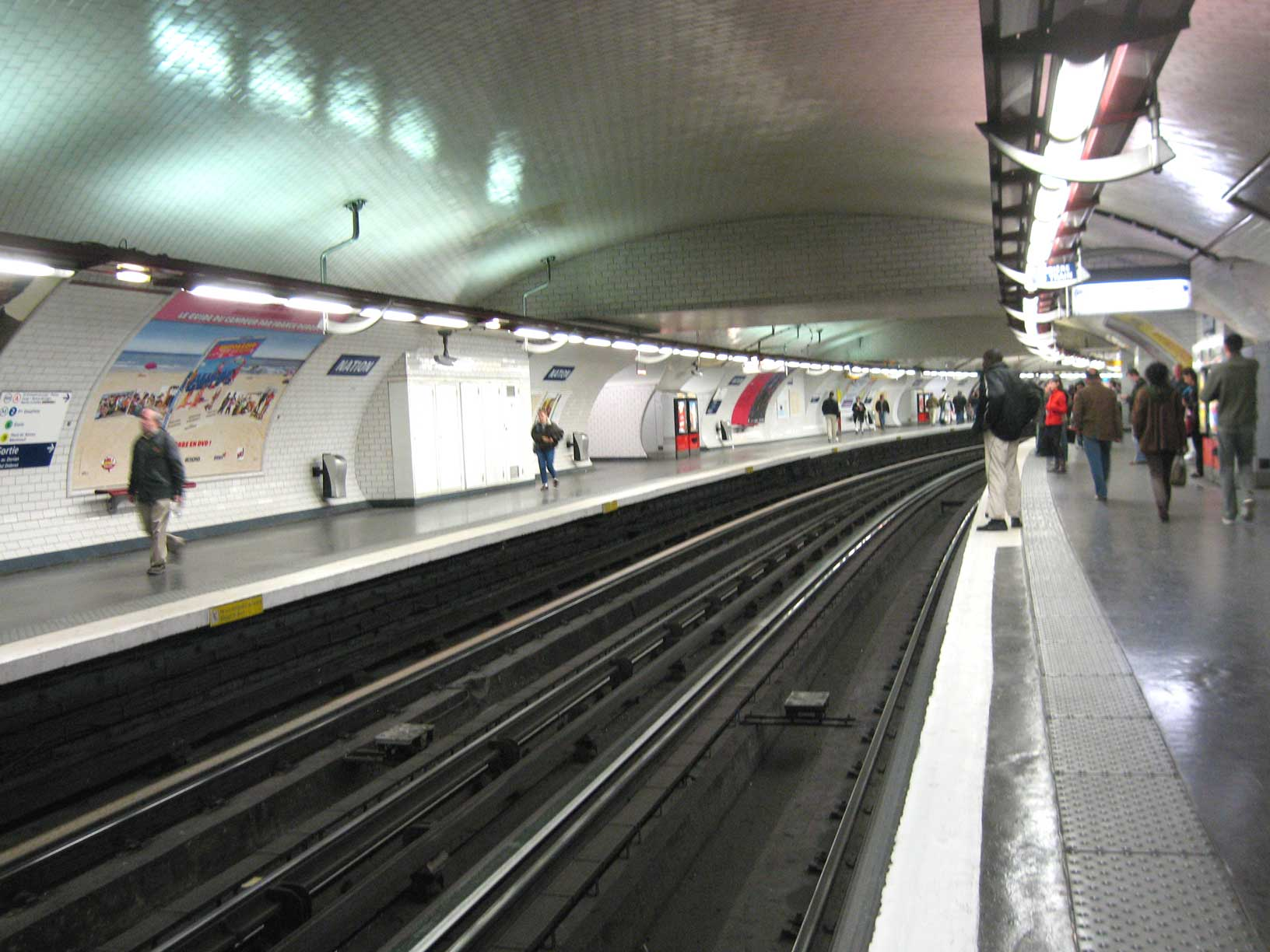
La station de la ligne 1 avant les travaux d'automatisation.
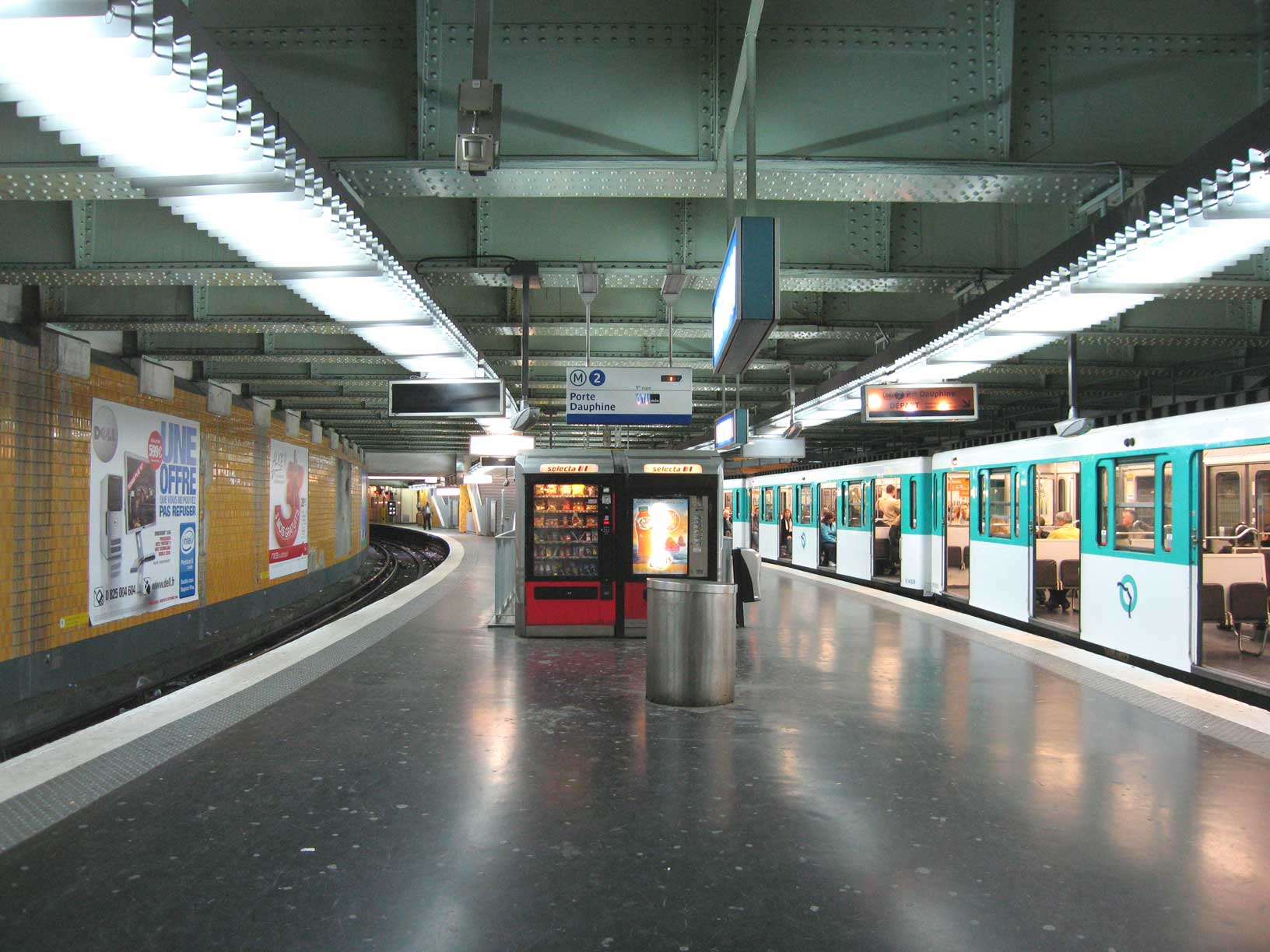
La station de la ligne 2 en 2006.
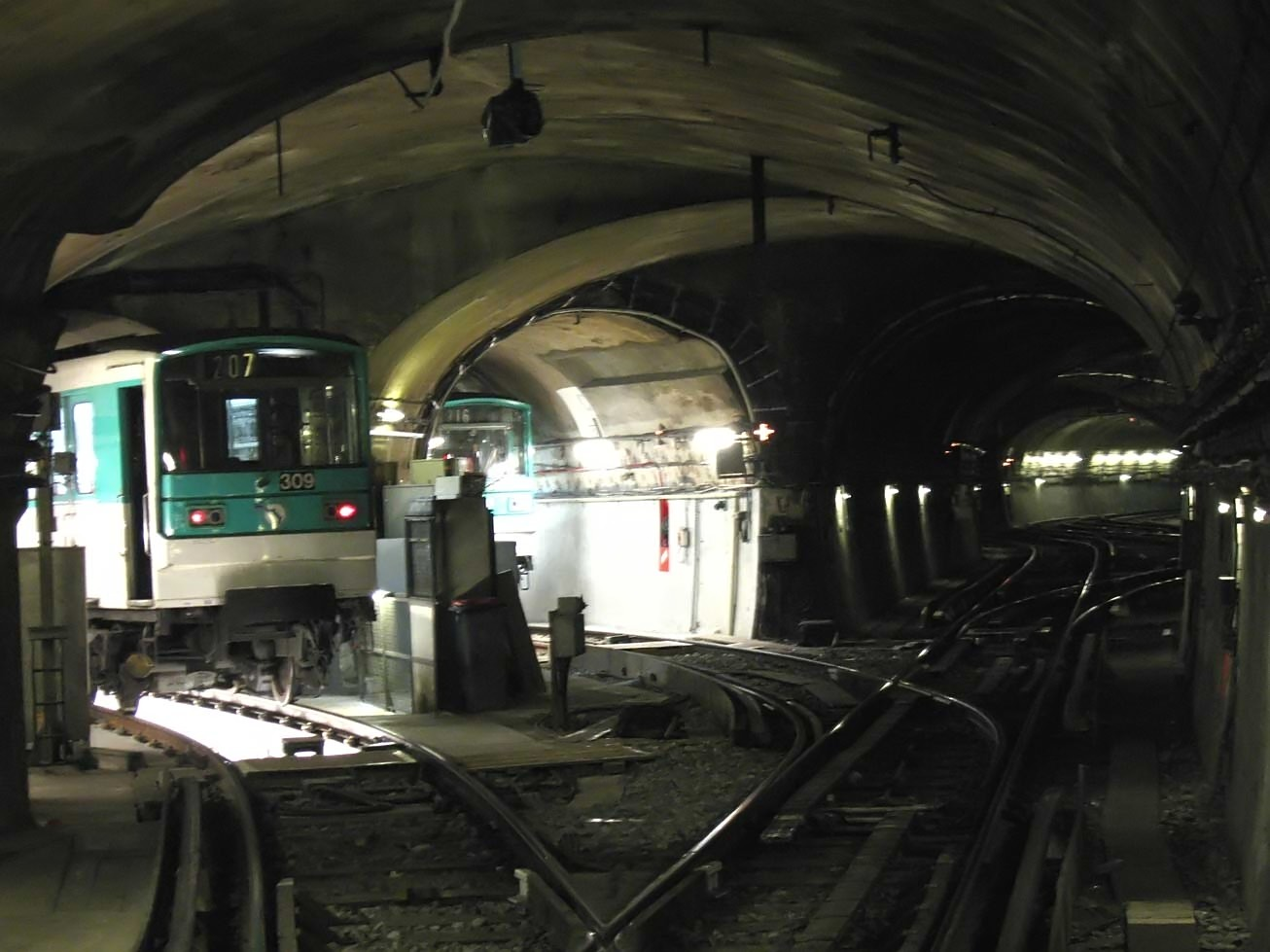
Les voies de garage de la ligne 2 en 2006.
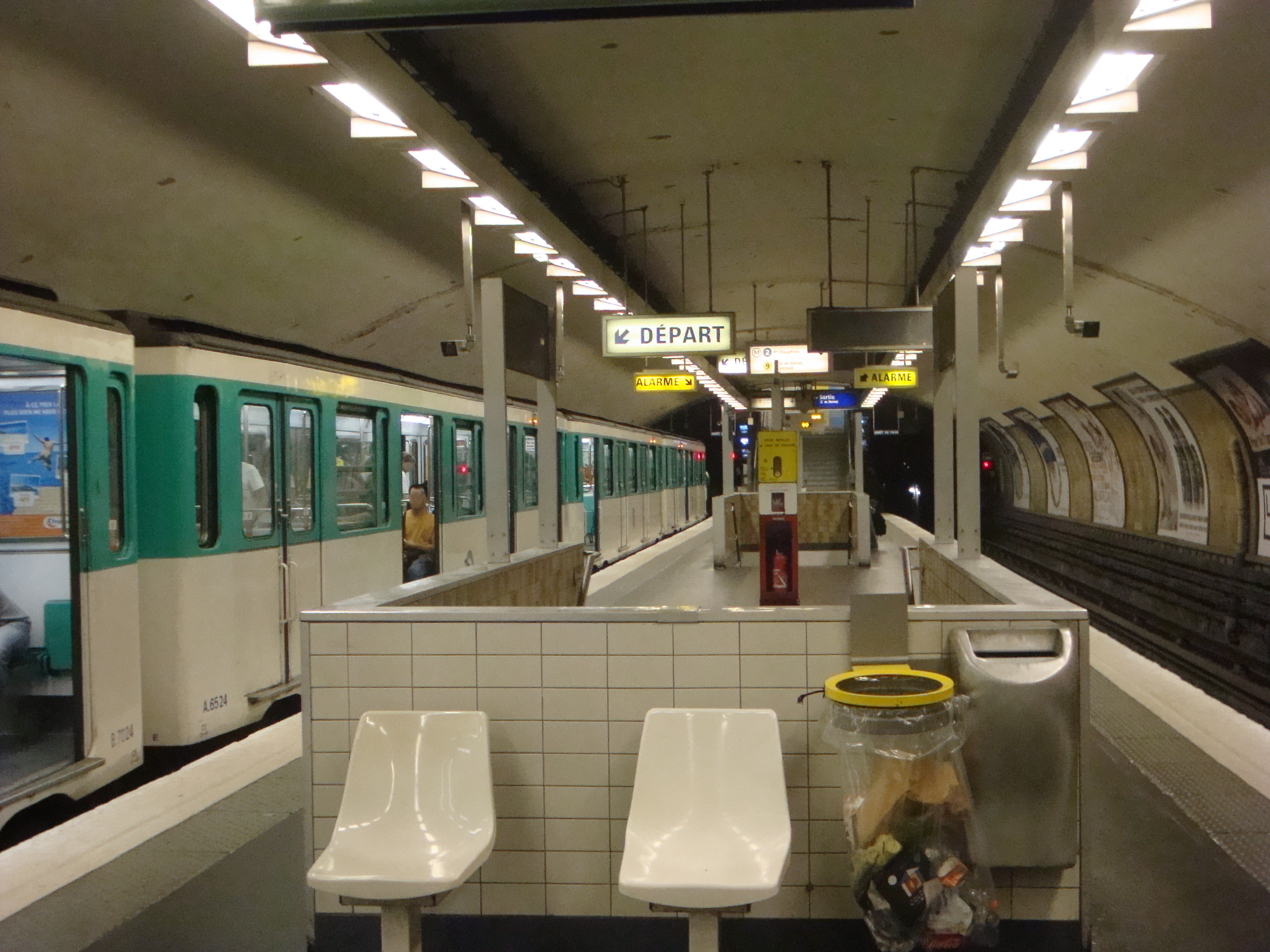
La station de la ligne 6.

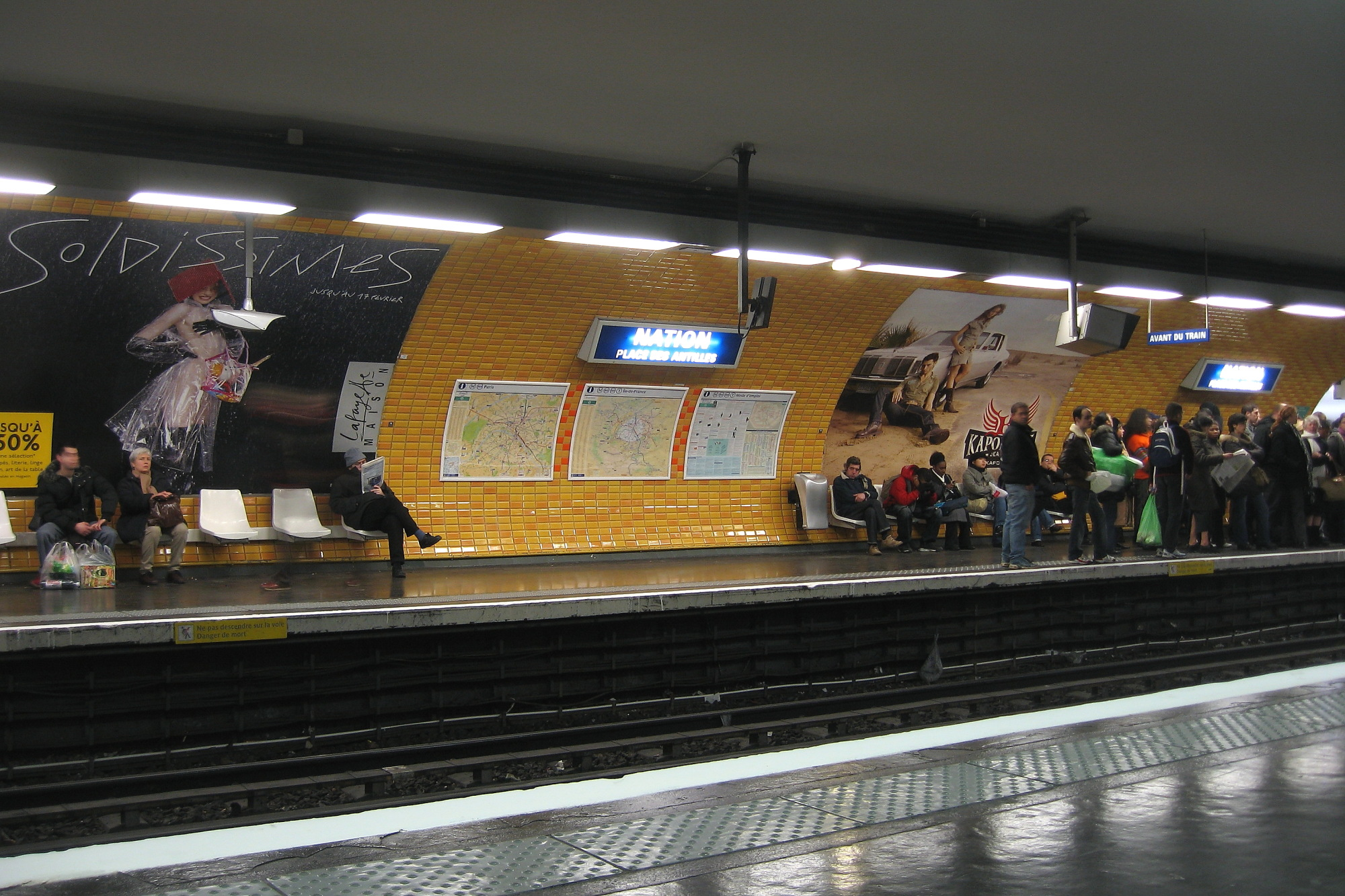
La station de la ligne 9 était décorée en style « Mouton » avant sa rénovation.
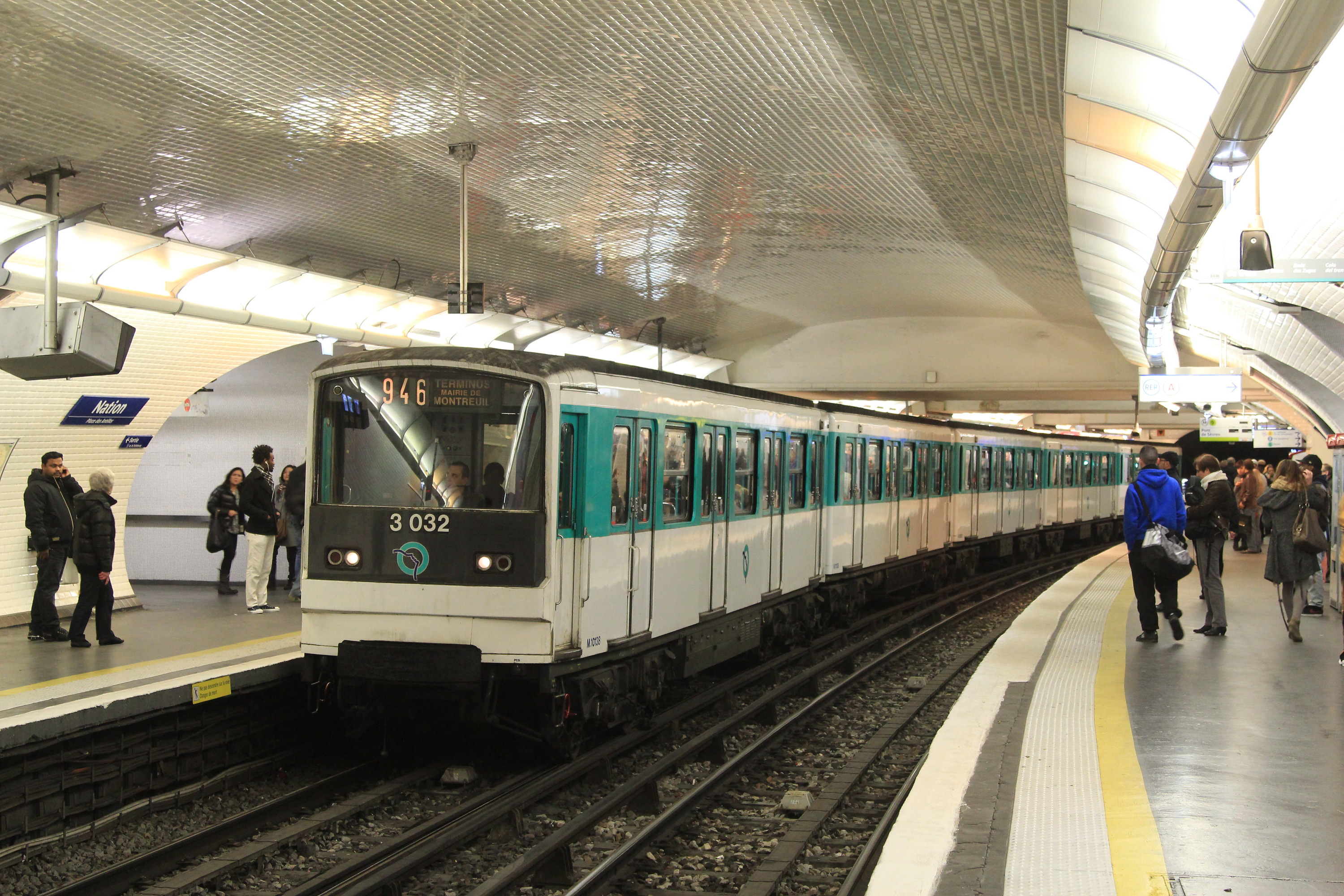
Un MF 67 dans la station de la ligne 9.
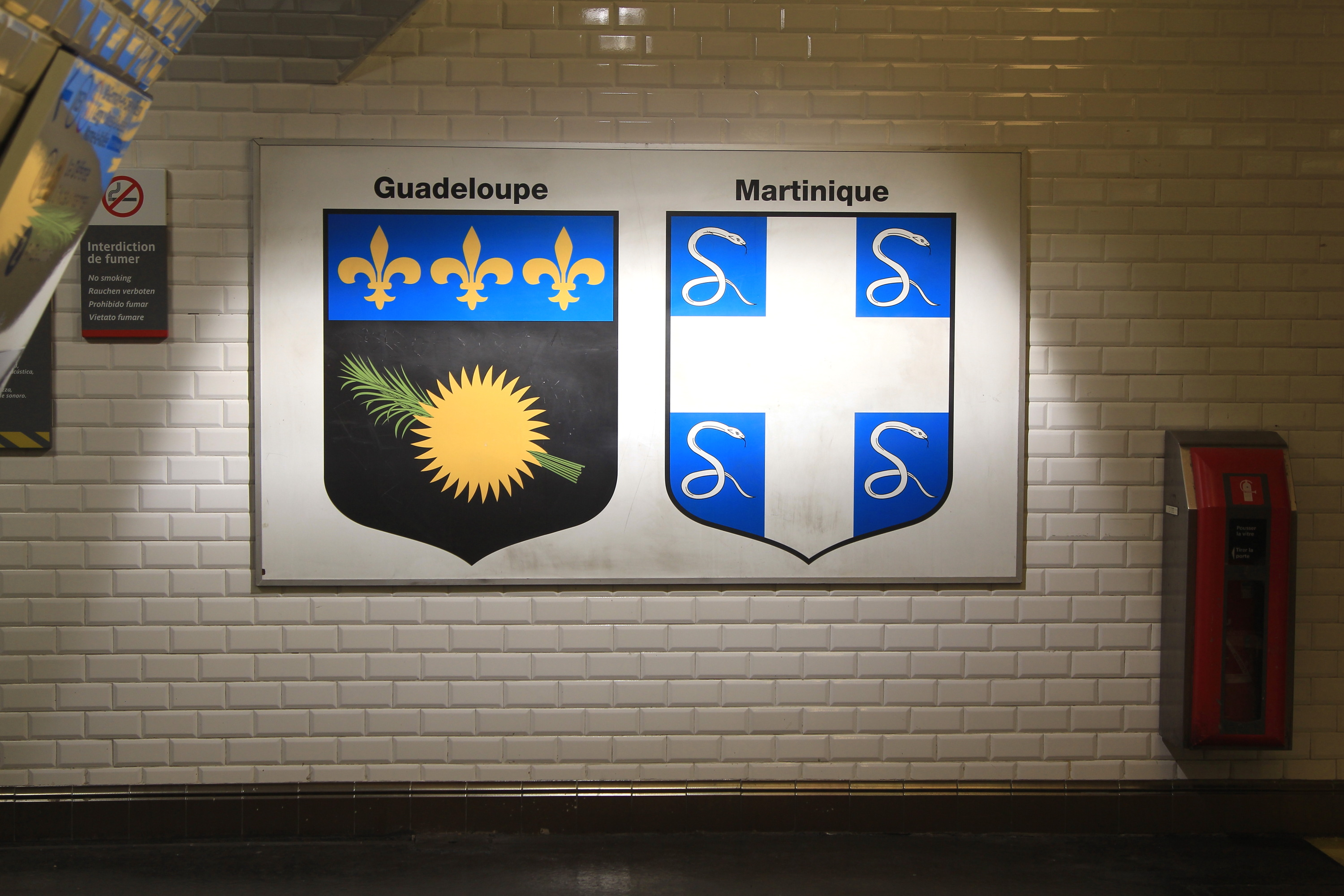
Blasons présents sur le quai de la ligne 9direction Mairie de Montreuil.
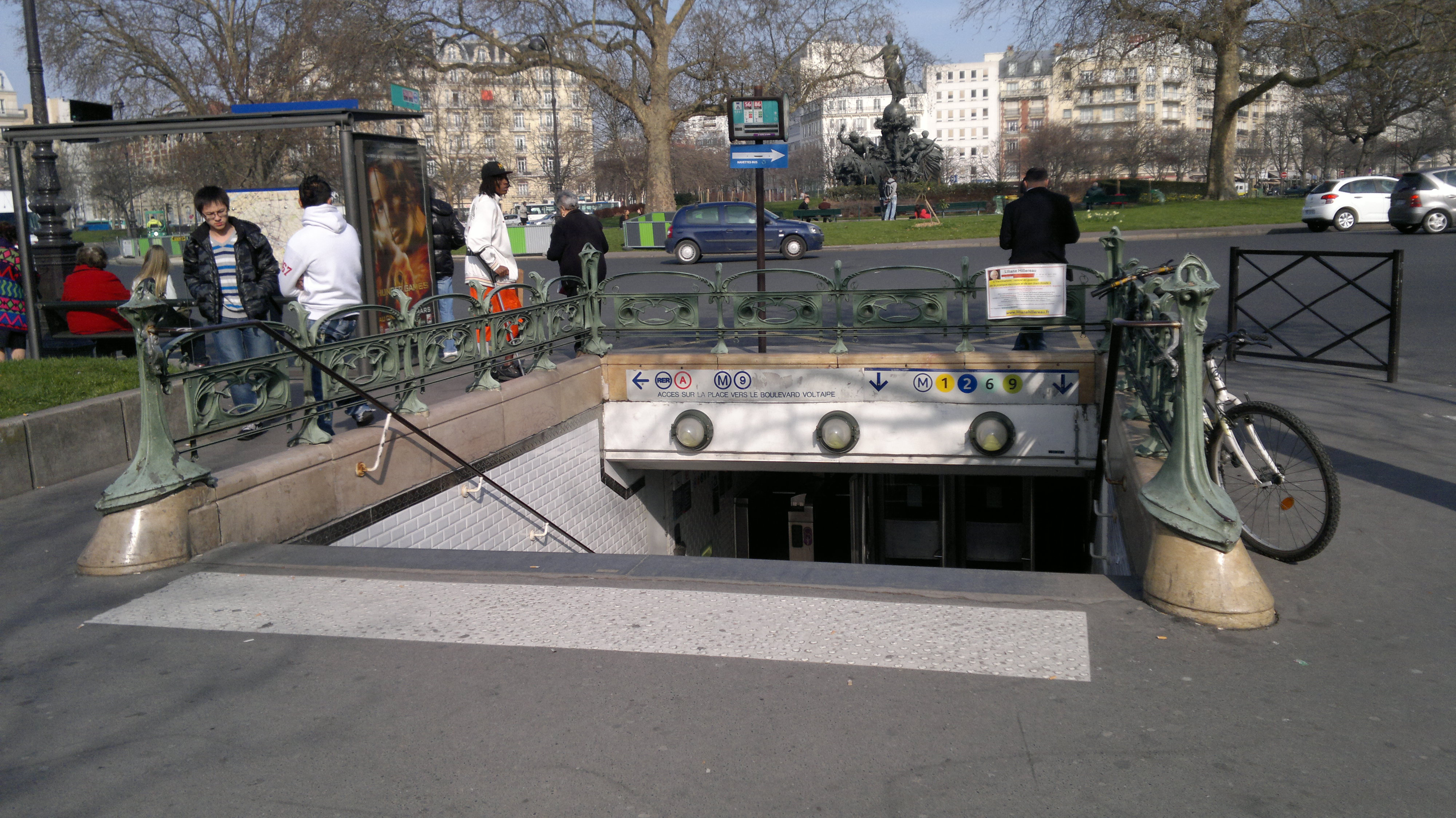
Édicule Guimard de l'accès 3.